# Іванковецька сільська рада (Кіцманський район)
Іванкове́цька сільська́ ра́да — адміністративно-територіальна одиниця та орган місцевого самоврядування в Кіцманському районі Чернівецької області. Адміністративний центр — село Іванківці.

## Загальні відомості
- Населення ради: 1 729 осіб (станом на 2001 рік)

## Населені пункти
Сільській раді були підпорядковані населені пункти:
- с. Іванківці
- с. Гаврилівці

## Склад ради
Рада складалася з 16 депутатів та голови.
- Голова ради: Добровольський Олексій Денисович
- Секретар ради: Максимюк Анжеліка Антонівна

### Керівний склад попередніх скликань
| Прізвище, ім'я, по батькові      | Основні відомості                                                                          | Дата обрання | Дата звільнення |
| -------------------------------- | ------------------------------------------------------------------------------------------ | ------------ | --------------- |
| Добровольський Олексій Денисович | Сільський голова, 1965 року народження, освіта вища                                        | 26.03.2006   | 31.10.2010      |
| Добровольський Олексій Денисович | Сільський голова, 1965 року народження, освіта вища, член політичної партії «Наша Україна» | 31.10.2010   |                 |

Примітка: таблиця складена за даними сайту Верховної Ради України

### Депутати
За результатами місцевих виборів 2010 року депутатами ради стали:

#### За суб'єктами висування
| Суб'єкт висування | Кількість обраних депутатів | %   |
| ----------------- | --------------------------- | --- |
| Самовисування     | 16                          | 100 |

#### За округами
| № округу | Прізвище, ім'я, по батькові | Дата визнання обраним | Освіта             | Партійна приналежність                        | Відомості про обраного депутата                                                               |
| -------- | --------------------------- | --------------------- | ------------------ | --------------------------------------------- | --------------------------------------------------------------------------------------------- |
| 1        | Гунчак Галина Іллівна       | 02.11.2010            | вища               | позапартійна                                  | Кіцманський фонд соціального страхування тимчасової втрати працездатності, головний бухгалтер |
| 2        | Загарія Оксана Петрівна     | 02.11.2010            | середня спеціальна | член Всеукраїнського об'єднання «Батьківщина» | тимчасово не працює                                                                           |
| 3        | Вегера Іван Григорович      | 02.11.2010            | середня спеціальна | позапартійний                                 | приватний підприємець                                                                         |
| 4        | Мандзюк Микола Васильович   | 02.11.2010            | середня            | позапартійний                                 | Неполоківський комбінат хлібопродуктів, шофер                                                 |
| 5        | Косташик Євгенія Петрівна   | 02.11.2010            | вища               | позапартійна                                  | Кіцманська ЦРЛ, дільничний терапевт                                                           |
| 6        | Федорюк Микола Семенович    | 02.11.2010            | середня            | позапартійний                                 | приватний підприємець                                                                         |
| 7        | Боцвин Григорій Григорович  | 02.11.2010            | середня спеціальна | член Всеукраїнського об'єднання «Батьківщина» | приватний підприємець                                                                         |
| 8        | Порушник Василь Петрович    | 02.11.2010            | вища               | член Політичної партії «Наша Україна»         | Іванковецький загальноосвітній навчальний заклад, вчитель математики                          |
| 9        | Кривинчук Василь Іванович   | 02.11.2010            | середня спеціальна | позапартійний                                 | приватний підприємець                                                                         |
| 10       | Барбюк Валерій Леонідович   | 02.11.2010            | вища               | член Політичної партії «Наша Україна»         | тимчасово не працює                                                                           |
| 11       | Максимюк Анжеліка Антонівна | 02.11.2010            | вища               | позапартійна                                  | Іванковецька сільська рада, секретар ради                                                     |
| 12       | Мельничук Василь Юрійович   | 02.11.2010            | середня спеціальна | позапартійний                                 | тимчасово не працює                                                                           |
| 13       | Лащук Василь Миколайович    | 02.11.2010            | середня            | позапартійний                                 | СВК «Оршівське», механізатор                                                                  |
| 14       | Мельник Півонія Василівна   | 02.11.2010            | середня            | позапартійна                                  | тимчасово не працює                                                                           |
| 15       | Ящук Світлана Михайлівна    | 02.11.2010            | вища               | член Всеукраїнського об'єднання «Свобода»     | сільський клуб с. Гаврилівці, завідувачка клубу с. Гаврилівці                                 |
| 16       | Терновик Ольга Дмитрівна    | 02.11.2010            | вища               | позапартійна                                  | тимчасово не працює                                                                           |